# Milax verrucosus
Milax verrucosus is een slakkensoort uit de familie van de Milacidae. De wetenschappelijke naam van de soort is voor het eerst geldig gepubliceerd in 1969 door Wiktor.